# عملسه (روستا)
 عمالسه  (در عربی:  العَمالسة )
نام روستایی است در دهستان العَمّاریَه از توابع استان ذَمار در کشور یمن در شبه جزیره عربستان.

## جمعیت
جمعیت آن (۵۰ ) نفر (۵ خانوار) می‌باشد.